# Prins van België
Dragers van de vorstelijke titel prins(es) van België (Frans: Prince(sse) de Belgique; Duits: Prinz(essin) von Belgien) worden voor het eerst gedefinieerd in het Koninklijk Besluit van 14 maart 1891 (B.S. 15 maart) als zij die "voortspruiten uit de rechtstreekse en mannelijke afstamming van wijlen Zijne Majesteit Leopold I." Het besluit stipuleert dat de voornaam van de titularis de titel voorafgaat en dat prinsessen die door huwelijk lid worden van de koninklijke familie de titel op dezelfde wijze zullen voeren na hun eigen namen en titels.
Nagenoeg honderd jaar later voorzag het Koninklijk Besluit van 2 december 1991 (B.S. 5 december, 2de uitgave) in een nieuwe regeling, zonder daarbij te raken aan het titelrecht van hen die onder de toepassing van het oude besluit vielen. Krachtens het nieuwe besluit komt de titel Prins/Prinses van België toe aan de rechtstreekse afstammelingen van Albert II, destijds prins van Luik. Daarmee ontzegt het kb de titel aan andere rechtstreekse nakomelingen van Leopold I, maar heft het wel de kracht van de Salische Wet op door "de titel van Prins of Prinses van België te verlenen [...] aan de zowel vrouwelijke als mannelijke afstamming in de rechte lijn van Z.K.H. prins Albert."
Op 12 november 2015 verscheen in het Belgisch Staatsblad een herziening van eerder vernoemd koninklijk besluit die de titel Prins/Prinses van België beperkt tot de kinderen en kleinkinderen van de Koning en de kinderen en kleinkinderen van de Kroonprins(es). Concreet gaat het dus om kinderen van koning Filip van België en kroonprinses Elisabeth van België (en haar broers en zussen gezien die kinderen zijn van de koning). De prinsen en prinsessen die reeds de titel Prins of Prinses van België voeren krachtens het Koninklijk Besluit van 14 maart 1891 behouden deze titel.
Een tweede novum geldt de breuk deze titel niet langer automatisch te verlenen aan personen die door huwelijk lid worden van de Belgische koninklijke familie. Voortaan kan aan hen de titel enkel met toepassing van art. 113 van de Grondwet (m.n. het prerogatief adeldom te verlenen) en door een bijzonder koninklijk besluit verleend worden. Zulke kb's werden inmiddels uitgevaardigd voor alle drie de schoonkinderen van Albert II.
Afgezien van het prestige is aan de titel geen enkel voorrecht verbonden. Zijn dragers worden geacht namens het staatshoofd representatieve taken te vervullen en komen door lidmaatschap van de koninklijke familie nooit in aanmerking voor het ministerschap of ambt van staatssecretaris (art. 98 GW).
Op dit moment telt het Belgische koningshuis officieel 26 dragers van de vorstelijke titel Prins/Prinses van België.

## Titeldragers
Hieronder volgt een lijst van de nu levende personen die de titel prins of prinses van België dragen met achter elke naam het jaartal waarin ze de titel verkregen, voor velen onder hen is dit tevens hun geboortejaar. De cursieve namen zijn de namen van personen die de titel via hun huwelijk verwierven.
1. Albert II van België (1934)
2. Maria Christina van Saksen-Coburg (1951)
3. Marie Esmeralda van België (1956)
4. Paola Ruffo di Calabria (1959)
5. Filip van België (1960)
6. Astrid van Saksen-Coburg (1962)
7. Laurent van Saksen-Coburg (1963)
8. Léa Wolman (1991)
9. Amedeo van België (1991)
10. Maria Laura van België (1991)
11. Joachim van België (1991)
12. Luisa Maria van België (1995)
13. Lorenz van Oostenrijk-Este (1995)[2]
14. Mathilde d'Udekem d'Acoz (1999)[3]
15. Elisabeth van België (2001)
16. Claire Coombs (2003)[4]
17. Laetitia Maria van België (2003)
18. Gabriël van Saksen-Coburg (2003)
19. Louise van België (2004)
20. Emmanuel van België (2005)
21. Nicolas van Saksen-Coburg (2005)
22. Aymeric van België (2005)
23. Eléonore van België (2008)
24. Delphine van Saksen-Coburg (2020)
25. Joséphine O'Hare (2020)
26. Oscar O'Hare (2020)